# Demoiselle FM

Ancien logo

Demoiselle FM est une radio locale émettant dans une partie du département de la Charente-Maritime. 
Si son siège social est situé à Rochefort, la station dispose également de studios à Saint-Georges-de-Didonne, Saintes et au Château-d'Oléron, ce qui lui permet de couvrir l'agglomération rochelaise, rochefortaise, les agglomérations royannaise et saintaise, et l'île d'Oléron.

## Présentation
La station est créée le 9 juin 1998 par Pascal D'Armandieu. Limitée à l'agglomération rochefortaise à l'origine, la diffusion de la radio est étendue en 2001 à l'île d'Oléron, puis à l'agglomération royannaise en 2004 et saintaise en 2013.
En 2009, l'antenne de la station est divisée en cinq tranches horaires en semaine et en quatre tranches horaires le dimanche. Celles-ci sont en semaine : On aurait dû se coucher plus tôt (de 7 heures à 9 heures), Les matinales de Demoiselle (de 9 heures à 13 heures), Valeurs sûres (de 13 heures à 17 heures), 5 à 7 (de 17 heures à 20 heures) et Vol de nuit (de 20 heures à 7 heures du matin). 
L'actualité régionale, nationale et internationale est traitée dans plusieurs bulletins d'information tout au long de la journée, tandis que des décrochages locaux sont également proposés à intervalles réguliers.
Si à l'origine, la radio n'employait qu'un unique salarié, l'équipe de Demoiselle FM compte une dizaine de salariés en 2009.

## Fréquences
- Rochefort : 97.8 Mhz
- Royan : 102.2 Mhz
- Saintes : 102.3 Mhz
- Île d'Oléron : 107. Mhz